# قطعنامه ۴۸۴ شورای امنیت
قطعنامه ۴۸۴ شورای امنیت سازمان ملل متحد که در تاریخ ۱۹ دسامبر ۱۹۸۰ تصویب شد، سندی بین‌المللی دربارهٔ سرزمین‌های اشغالی توسط اسرائیل است. این قطعنامه طی نشست ۲٬۲۶۰ام با ۱۵ موافق، ۰ مخالف و ۰ ممتنع تصویب شد.